# Santiago Moyano
Santiago Moyano (Villa del Totoral, 23 de septiembre de 1997) es un futbolista argentino que se desempeña como lateral derecho (defensor) y que actualmente juega para Central Córdoba (SdE) de la Primera División de Argentina.

## Trayectoria

### Talleres
Comenzó a jugar al fútbol en el Club Atlético Colón de Villa del Totoral, institución de su localidad donde se formó. Llegó a las divisiones formativas de la “T” en 2015, y fue uno de los principales protagonistas del histórico título que consiguió la Reserva de AFA de Talleres en el año 2017. Por su buen desempeño Talleres le permitió firmar su primer contrato profesional. También pudo concentrar con el primer equipo en la antesala del duelo entre Talleres y Rosario Central por el campeonato de Primera División.

### Sucesión de préstamos
Siendo futbolista de Talleres, pasó por Instituto, Villa Dálmine y Deportivo Maipú, club que lo terminaría contratando al finalizar su vínculo formal con Talleres. Desde el equipo mendocino, fue cedido a Central Córdoba.

## Clubes
| Club                       | País      | Año       |
| -------------------------- | --------- | --------- |
| Talleres                   | Argentina | 2015-2018 |
| Instituto (préstamo)       | Argentina | 2018-2019 |
| Villa Dálmine (préstamo)   | Argentina | 2019-2021 |
| Deportivo Maipú (préstamo) | Argentina | 2022      |
| Deportivo Maipú            | Argentina | 2023-     |
| Central Córdoba (préstamo) | Argentina | 2025-Act. |

## Palmarés
| Título            | Club     | País      | Año  |
| ----------------- | -------- | --------- | ---- |
| Torneo de Reserva | Talleres | Argentina | 2017 |